# Петкова Леся Омелянівна
Леся Омелянівна Петкова (нар. 1967) — відома вчена-економістка. Доктор економічних наук, професор. Академік АН ВШ України з 2014 р. за науковим відділенням економіки.

## Біографія
Народилася 20.06.1967 р. в с. Тіньки, Чигиринського р-ну, Черкаської обл. Закінчила Київський державний університет ім. Т.Шевченка в 1989 р. за спеціальністю географія. Аспірантура Ради з вивчення продуктивних сил України НАНУ. К.е.н., «Особливості розміщення екоємних та екофільних виробництв на прикладі Черкаської області», 1996 р. Д.е.н. «Теоретикометодологічні засади економічного зростання в Україні: регіональний аспект», 2006 р. Вчені звання: Доцент кафедри економічної теорії, 1998 р., професор кафедри міжнародної економіки та державного управління, 2008 р. З 1995 р. місце роботи Черкаський державний технологічний університет: викладач, старший викладач, доцент, професор, завідувач кафедри міжнародної економіки та бізнесу.
Наук. кер. НДР 0117U000935 «Концептуальні засади глобального партнерства для місцевого сталого розвитку» 2017—2019 рр. 
Кількість публікацій — понад 200, з них 10 монографій, 83 статті, з них 5 — WoS, SCOPUS. Авторка 3 підр./ навч. пос., має 10 підготовлених к.е.н, PhD, основні курси: «Міжнародна економічна діяльність України», «Глобальна економіка», «Управління міжнародною конкурентоспроможністю», «Міжнародний менеджмент»
Академік Академії економічних наук України. Член спеціалізованої вченої ради Д 73.052.02 в ЧДТУ, експерт НАЗЯВО, заступник головного редактора «Збірника наукових праць ЧДТУ. Серія: Економічні науки»; член редакційної колегії журналу «Китаєзнавчі дослідження».